# 1582 az irodalomban
Az 1582. év az irodalomban.

## Események
- február 24. – XIII. Gergely pápa kihirdeti a naptárreformot.

## Új művek
- Megjelenik Robert Garnier francia drámaíró Bradamante című verses tragikomédiája (Párizs).
- Giordano Bruno: Il candelaio (A gyertyás) című vígjátéka.

## Születések
- január 28. – John Barclay skót író és új-latin költő († 1621)
- április 11. – Justus de Harduwijn németalföldi költő és lelkipásztor, az ún. holland aranykor egyik legolvasottabb költője († 1636)

## Halálozások
- október 4. – Ávilai Szent Teréz római katolikus szent, költő (* 1515)
- 1582 körül – Vu Cseng-en kínai író; őt tartják az egyik leghíresebb klasszikus kínai regény, a Nyugati utazás szerzőjének (* 1500 körül)